# Berlinia confusa
Berlinia confusa är en ärtväxtart som beskrevs av Hoyle. Berlinia confusa ingår i släktet Berlinia och familjen ärtväxter. Inga underarter finns listade i Catalogue of Life.